# Аткинс, Виктория
Виктория Мэри Аткинс (англ. Victoria Mary Atkins; род. 22 марта 1976, Лондон) — британский политический и государственный деятель. Член Консервативной партии Великобритании. В прошлом — министр здравоохранения (2023—2024), младший министр финансов (2022—2023), младший министр по делам тюрем и министр по вопросам переселения из Афганистана (2021—2022), младший министр по вопросам защиты граждан (2017—2021), младший министр по делам женщин (2018—2020). Член парламента с 2015 года.

## Биография
Родилась 22 марта 1976 года в Лондоне. Дочь политика Роберта Аткинса (род. 1946) и политика Далси Мэри Аткинс (Dulcie Mary Atkins; род. 1946).
Выросла в графстве Ланкашир. Училась в школе в Блэкпуле. Изучала право в Колледже Корпус-Кристи Кембриджского университета, стала первым членом семьи, который поступил в университет.
В 1998 году вступила в адвокатскую палату Миддл-Тэмпл. Работала адвокатом (барристером) по уголовным делам в Лондоне.
По результатам парламентских выборов 2015 года избрана членом парламента в округе Лаут и Хорнкасл в графстве Линкольншир, получила 55,2 % голосов. Переизбрана в 2017 и 2019 годах, получила 63,9 % и 72,7 % голосов соответственно.
9 ноября 2017 года назначена младшим министром по вопросам защиты граждан в Хоум-офисе во втором кабинете Мэй. С 2018 по 2020 год была также министром по делам женщин.
16 сентября 2021 года в ходе перестановок во втором правительстве Джонсона назначена младшим министром по делам тюрем в Министерстве юстиции и одновременно министром по вопросам переселения из Афганистана, ответственным за операцию «Тёплый прием».
13 ноября 2023 года в ходе серии кадровых перемещений в правительстве Риши Сунака получила портфель министра здравоохранения и социального обеспечения.
5 июля 2024 года после поражения консерваторов на парламентских выборах Кир Стармер сформировал лейбористское правительство, в котором портфель министра здравоохранения получил Уэс Стритинг.
8 июля 2024 года включена в состав временного теневого правительства Риши Сунака в должности теневого министра здравоохранения и социального обеспечения.
5 ноября 2024 года при формировании теневого кабинета Кеми Баденок назначена теневым министром окружающей среды, продовольствия и сельского хозяйства.

## Личная жизнь
Замужем за Полом Кенвардом (Paul Kenward; род. 1973), управляющим директором сахарной фабрики British Sugar. У пары есть сын Монти (Monty).